# Benin City Challenger 1984
Il Benin City Challenger 1984 è stato un torneo di tennis facente parte della categoria ATP Challenger Series nell'ambito dell'ATP Challenger Series 1984. Il torneo si è giocato a Ogun in Nigeria dal 19 al 25 novembre 1984 su campi in cemento.

## Vincitori

### Singolare
Nduka Odizor ha battuto in finale  Alessandro De Minicis con il punteggio di 6–2, 6–2

### Doppio
Tony Mmoh /  Nduka Odizor hanno battuto in finale  Menno Oosting /  Mark Wooldridge per walkover